# Парадокс субмарины
Парадо́кс субмари́ны (иногда называемый парадо́ксом Са́ппли) — мысленный эксперимент в рамках теории относительности Эйнштейна, приводящий к трудноразрешимому парадоксу.
Согласно специальной теории относительности Эйнштейна с точки зрения неподвижного наблюдателя размеры объекта, движущегося со скоростью, близкой к скорости света, уменьшаются в направлении движения. Однако с точки зрения объекта, напротив, именно неподвижные наблюдатели кажутся короче.
Если предположить, что некая подлодка движется под водой с околосветовой скоростью, неподвижным наблюдателям она покажется сжавшейся. Плотность её, соответственно, должна увеличиться, что непременно потянет её на дно. Но со стороны объекта — находящегося на борту подлодки экипажа — всё воспринималось бы с точностью до наоборот: «бегущая» вода вокруг них сжимается, а значит становится более плотной и выталкивает лодку на поверхность.
В 1989 году Джеймс Саппли разрешил парадокс с использованием специальной теории относительности. В честь него эту задачу называют также «Парадокс Саппли».
В 2003 году бразилец Джордж Матсас из Сан-Паулу рассмотрел этот парадокс, используя общую теорию относительности. У обоих учёных вывод был одинаков: подлодка будет погружаться.
Учёные объясняют парадокс по-разному. На слои и на лодку действует масса факторов, требующих обязательного учёта для успешного решения этого парадокса. Здесь и увеличение воздействия гравитации на лодку, которая потянет её вниз, и искажение формы слоёв воды вверх (они «задираются» с точки зрения подлодки из-за нарушения одновременности начала ускорения).

## Суть решения
Всё рассмотрение можно вести в рамках специальной теории относительности, переходя в движущуюся с ускорением систему отсчёта (в которой удобно ввести координаты Риндлера). Проще, однако, рассмотреть всё из инерциальной системы отсчёта, где ускорение жидкости вызывается какой-либо причиной, например, жидкость электрически заряжена и находится в электрическом поле, либо её подпирает ускоренно движущаяся стенка. Важно, что эта причина не ускоряет подлодку — например, подводная лодка нейтральна, либо не контактирует со стенкой. Ограничимся начальным моментом времени, когда жидкость покоится, а скорость подлодки равна 0 для «неподвижного» случая, и {\displaystyle v} (с соответствующим {\displaystyle \gamma ={\frac {1}{\sqrt {1-v^{2}/c^{2}}}}}) для «движущегося».
С точки зрения инерциальных наблюдателей ускорение подводной лодки (не важно, в покое или в движении) вызывается передачей импульса от молекул жидкости к молекулам подводной лодки — это микроскопическое определение давления. Эта передача пропорциональна площади поверхности жидкости, контактирующей с подлодкой, и, соответственно, уменьшается в {\displaystyle \gamma } раз при сокращении подводной лодки из-за её движения. Поэтому передача импульса равна {\displaystyle {\frac {dp_{0}}{dt}}} для «неподвижной» подлодки, и {\displaystyle {\frac {dp}{dt}}={\frac {1}{\gamma }}{\frac {dp_{0}}{dt}}} для «движущейся». Теперь несложно вычислить ускорения, получаемые подлодками в начальный момент: для «неподвижной» подлодки это будет величина, по условию совпадающая с ускорением жидкости
{\displaystyle a_{0}={\frac {1}{m}}{\frac {dp_{0}}{dt}},}
где {\displaystyle m} — масса подлодки, а для «движущейся»
{\displaystyle a={\frac {1}{\gamma m}}{\frac {dp}{dt}}={\frac {1}{\gamma ^{2}m}}{\frac {dp_{0}}{dt}}={\frac {a_{0}}{\gamma ^{2}}},}
где учтено, что подводная лодка ускоряется перпендикулярно направлению своего движения. Как видно, ускорение «движущейся» подлодки меньше, чем покоящейся — она затонет.
Теперь рассмотрим ситуацию в системе отсчёта, где подлодка «неподвижна», но двигается жидкость. Плотность жидкости из-за её релятивистского сокращения возрастёт, что увеличит силу Архимеда в {\displaystyle \gamma } раз, то есть передача импульса станет равна {\displaystyle {\frac {dp'}{dt'}}=\gamma {\frac {dp_{0}}{dt}}}, что вызовет ускорение подлодки
{\displaystyle a_{s}'={\frac {1}{m}}{\frac {dp'}{dt'}}=\gamma a_{0}.}
Однако при переходе в эту инерциальную систему отсчёта ускорение жидкости также изменится. Выделив в жидкости некоторый уровень, имеем в исходной системе его уравнение движения {\displaystyle z=a_{0}t^{2}/2}, а в новой, согласно преобразованиям Лоренца для месторасположения подводной лодки {\displaystyle x=vt\Rightarrow t=\gamma t'}, получаем {\displaystyle z'=z=a_{0}t^{2}/2=a_{0}\gamma ^{2}t'^{2}/2=a't'^{2}/2,} то есть ускорение уровня жидкости, измеряемое с подлодки, равно {\displaystyle a_{l}'=\gamma ^{2}a_{0}}. Оно больше ускорения подлодки — она затонет.
Точно такой же результат получается, если взять правильное уравнение гиперболического движения {\displaystyle z={\frac {c}{a{\sqrt {c^{2}+a^{2}t^{2}}}}}-{\frac {c^{2}}{a}}+z_{0}} вместо приближённого, верного лишь вблизи {\displaystyle t=0,\ z={\frac {a_{0}t^{2}}{2}}} . Есть ещё некоторый эффект, связанный с нарушением одновременности ускорения различных частей жидкости относительно системы отсчёта подлодки, но он может быть сведён к пренебрежимо малой величине выбором малого ускорения и/или размера подлодки в направлении движения (смотри работу Матсаса для подробного разбора).